# Merian C. Cooper
Merian Caldwell Cooper (n. 24 octombrie 1893, Florida, SUA – d. 21 aprilie 1973, San Diego, California, SUA) a fost un regizor, actor și producător de film american, precum și un fost aviator care a servit ca ofițer în Forțele Aeriene ale Statelor Unite ale Americii și Forțele Aeriene Poloneze. În cinematografie, cea mai faimoasă lucrare a sa a fost filmul King Kong din 1933 și este creditat drept co-inventator al procesului de proiecție Cinerama. În 1952 i s-a acordat Premiul Oscar onorific pentru întreaga viață și a primit o stea pe Hollywood Walk of Fame în 1960. Înainte de a intra în industria cinematografică, Cooper a avut o carieră distinsă ca fondator al Escadrilei lui Kościuszko în timpul războiului polono-sovietic și a fost prizonier de război al sovieticilor pentru o perioadă.